# کاملیا (بازیگر)
کاملیا (انگلیسی: Camelia; ۱۳ دسامبر ۱۹۱۹ – ۳۱ اوت ۱۹۵۰) هنرپیشه، و بازیگر سینما اهل مصر بود. او در اسکندریه مصر از پدری فرانسوی و مادری ایتالیایی متولد شد. استعداد او توسط مدیر یک مدرسه انگلیسی (احمد سالم) در اسکندریه کشف شد و در سال ۱۹۴۶ زمانی که ۱۷ سال داشت او را به دنیا معرفی کرد.